# Festival Internacional de Cinema de Palm Springs
O Festival Internacional de Cinema de Palm Springs (em inglês: Palm Springs International Film Festival) é um festival de cinema realizado em Palm Springs, Califórnia.
Teve inicio em 1989, e hoje é realizado anualmente no mês de Janeiro. É gerido pela Palm Springs International Film Society, que também gere o Palm Springs International Shortfest. O evento é assistido para selecionar os candidatos ao Oscar de melhor filme estrangeiro.
O atual diretor do festival é Darryl Macdonald, e embora o festival apresente filmes independentes americanos, o foco desde o seu início foi iluminar o cinema internacional.

## Festival Awards
Os seguintes prêmios foram apresentados no Palm Springs International Film Festival 2019:
- Prêmio FIPRESCI de Melhor Filme Estrangeiro,
- Prêmio FIPRESCI de Melhor Ator em Filme Estrangeiro,
- Prêmio FIPRESCI de Melhor Atriz em Filme Estrangeiro,
- Prêmio Novas Vozes, Novas Visões,
- Prêmio John Schlesinger,
- Prêmio CV Cine,
- Prêmio Ricky Jay Magic of Cinema,
- Prêmio GoE Bridging the Borders,
- Prêmio do Público para Melhor Artigo Narrativo, e o
- Prêmio do Público de Melhor Documentário.